# Marco Grüll
Marco Grüll (* 6. Juli 1998 in Schwarzach im Pongau) ist ein österreichischer Fußballspieler, der seit Juli 2024 bei Werder Bremen unter Vertrag steht.

## Karriere

### Vereine
Grüll begann seine Karriere beim UFC Radstadt. Nach der Saison 2011/12 verließ er den Verein. Nach einem halben Jahr ohne Klub wechselte er im Jänner 2013 zum SC Pfarrwerfen. Ab der Saison 2013/14 kam er für die Kampfmannschaft von Pfarrwerfen in der fünfthöchsten Spielklasse zum Einsatz, aus welcher er mit dem Verein zu Ende jener Saison jedoch absteigen musste.
Zur Saison 2015/16 wechselte er zum Regionalligisten TSV St. Johann. Im August 2015 debütierte er in der Regionalliga, als er am sechsten Spieltag jener Saison gegen den USC Eugendorf in der Startelf stand. Im September 2015 erzielte er bei einem 3:0-Sieg gegen den FC Hard seinen ersten Treffer für St. Johann in der dritthöchsten Spielklasse. In seiner ersten Saison bei St. Johann kam er in 24 Regionalligaspielen zum Einsatz und erzielte dabei acht Tore. In seiner zweiten Saison in der Regionalliga erzielte er ebenfalls acht Tore in seinen 29 Saisoneinsätzen. In der Saison 2017/18 kam er in 29 Spiele auf 15 Treffer, in der Saison 2018/19 erzielte er alleine bis zur Winterpause 19 Tore in 17 Spielen.
Daraufhin wechselte er im Jänner 2019 zum Zweitligisten SV Ried, bei dem er einen bis Mai 2021 laufenden Vertrag erhielt. Sein Debüt in der 2. Liga gab er im Februar 2019, als er am 16. Spieltag der Saison 2018/19 gegen den SK Vorwärts Steyr in der Startelf stand. Mit Ried stieg er 2020 in die Bundesliga auf. In zweieinhalb Jahren im Innviertel kam er zu 74 Bundes- und Zweitligaeinsätzen, in denen er 29 Tore erzielte.
Zur Saison 2021/22 wechselte er zum Ligakonkurrenten SK Rapid Wien, bei dem er einen bis Juni 2024 laufenden Vertrag erhielt. Mit dem amtierenden Vizemeister scheiterte er in der Qualifikation zur UEFA Champions League, zog im Anschluss dann aber in die UEFA Europa League ein, in der er im September 2021 debütierte und in Folge alle sechs Gruppenspiele machte. Bei Rapid etablierte er sich schnell als Linksaußen und kam in seiner Premierensaison zu 31 Ligaeinsätzen, in denen er acht Tore erzielte. Bewerbsübergreifend war er mit 16 Treffern der beste Torschütze der Wiener. Auch in der Saison 2022/23 war er gesetzt, verpasste mit Rapid aber den Einzug in die Gruppenphase der UEFA Europa Conference League. In der Liga kam er zu 30 Einsätzen und machte dabei sechs Tore.
Nach seinem Vertragsende in Wien wechselte Grüll zur Saison 2024/25 nach Deutschland zu Werder Bremen.

### Nationalmannschaft
Grüll debütierte im März 2019 gegen Norwegen für die österreichische U-20-Auswahl. Im Oktober 2019 kam er gegen England zu seinem ersten Einsatz für die U-21-Mannschaft. Im Oktober 2021 wurde er erstmals in den Kader des A-Nationalteams berufen. Im selben Monat gab er sein Debüt im Nationalteam, als er in der WM-Qualifikation gegen Dänemark in der Startelf stand. Im Mai 2024 wurde er in den vorläufigen Kader Österreichs für die EM 2024 berufen und schaffte es schlussendlich auch in den endgültigen Kader.

## Kontroversen
Am 25. Februar 2024, nach einem Derbysieg gegen Austria Wien, stimmte Grüll gemeinsam mit Kapitän Guido Burgstaller und Co-Trainer Stefan Kulovits homophobe Gesänge an.
Die Bundesliga reagierte auf den Vorfall, indem sie eine Sperre von drei Spielen gegen Grüll und Burgstaller verhängte, wobei die Sperre bei Grüll nach Protest Rapids auf zwei Spiele verkürzt wurde. Der Strafsenat der Liga sah in den Gesängen eine Form der Diskriminierung und betonte, dass dies nicht mit den Werten des Fußballs vereinbar sei. Zusätzlich zu der Sperre erhielt Marco Grüll eine Bewährungsstrafe von drei Spielen. Auch drei weitere Rapid-Profi Rapids sowie Stefan Kulovits wurden für ihre Beteiligung an den homophoben Gesängen bestraft.
Nach Bekanntwerden des Vorfalls entschuldigte sich Grüll öffentlich für sein Verhalten. Er betonte, dass Spieler eine Vorbildfunktion hätten, der er in dieser Situation nicht gerecht geworden sei. Die beteiligten Personen wurden außerdem dazu verpflichtet, an Workshops zum Thema Diskriminierung teilzunehmen.